# Zoë Lund
Zoë Tamerlis Lund (Nova York, 9 de febrer de 1962 - París, 16 d'abril de 1999), també coneguda com a Zoë Tamerlis i Zoë Tamerlaine, va ser una actriu, guionista, model, compositora i productora musical estatunidenca. És coneguda pel seu treball en les pel·lícules del director Abel Ferrara: Ms. 45 (1981), que va protagonitzar, i El tinent corrupte (1992), de la qual també en va coescriure el guió.
Lund va morir a París el 16 d'abril de 1999 a causa d'infart de miocardi provocat per l'addicció a la cocaïna.

## Filmografia

### Cinema i televisió
| Cinema    | Cinema               | Cinema                 | Cinema                               |
| Any       | Pel·lícula           | Personatge             | Notes                                |
| --------- | -------------------- | ---------------------- | ------------------------------------ |
| 1981      | Ms. 45               | Thana                  | Títol alternatiu: Angel of Vengeance |
| 1984      | Efectes especials    | Andrea Wilcox / Elaine | Zoe Tamerlis                         |
| 1984      | Terror in the Aisles | Thana                  |                                      |
| 1989      | The Houseguest       | Marla                  | Zoe Tamerlaine                       |
| 1989      | Exquisite Corpses    | Belinda Maloney        | Zoë Tamerlis                         |
| 1992      | El tinent corrupte   | Zoe                    | Guionista                            |
| 1993      | Hot Ticket           |                        | Directora                            |
| 1994      | Hand Gun             | Zelda                  |                                      |
| 1994      | Dreamland            | Caroline               |                                      |
| televisió |                      |                        |                                      |
| any       | Títol                | Rol                    | notes                                |
| 1985      | Miami Vice           | Miranda                | 1 episodi                            |
| 1988      | Hothouse             | Chickie                | 7 episodis                           |